# 張文和
張文和（1900年—1950年），號致祥，男，湖北建始人，中华民国政治人物，曾任第一屆立法委員。

## 生平
世代經營糖食業，兼商人，曾任建始縣財務委員會主任、建始縣中心小學校長、建始縣臨時參議會議長等。號稱建始縣四大天王之首。他之所以成為『群龍之首』，是由於其「舉止穩重，工『八行』，善書法，有一定的國學水平，且胸有謀略」。
民國三十五年（1946年），制憲國民大會代表
民國三十七年（1948年），第一屆立法委員選舉中，被選為湖北省第六選區立法委員。
1950年夏秋，被殺害。

## 立法院出席會期
第１屆第１會期
- 內政及地方自治委員會
- 教育文化委員會
- 社會委員會